# Barbu d'Uccle
Le barbu d'Uccle est une race de poule naine barbue sélectionnée à Uccle en Belgique.

## Origine
Le barbu d'Uccle est le produit du croisement d'une volaille naine pattue (peut-être la Sabelpoot) avec le barbu d'Anvers. Cette race est le fruit du travail de sélection de Michel Van Gelder, éleveur belge réputé de la fin du dix-neuvième siècle et du début du vingtième. Elle a été présentée pour la première fois en 1905,.
Elle est importée aux États-Unis en 1911.

## Caractéristiques

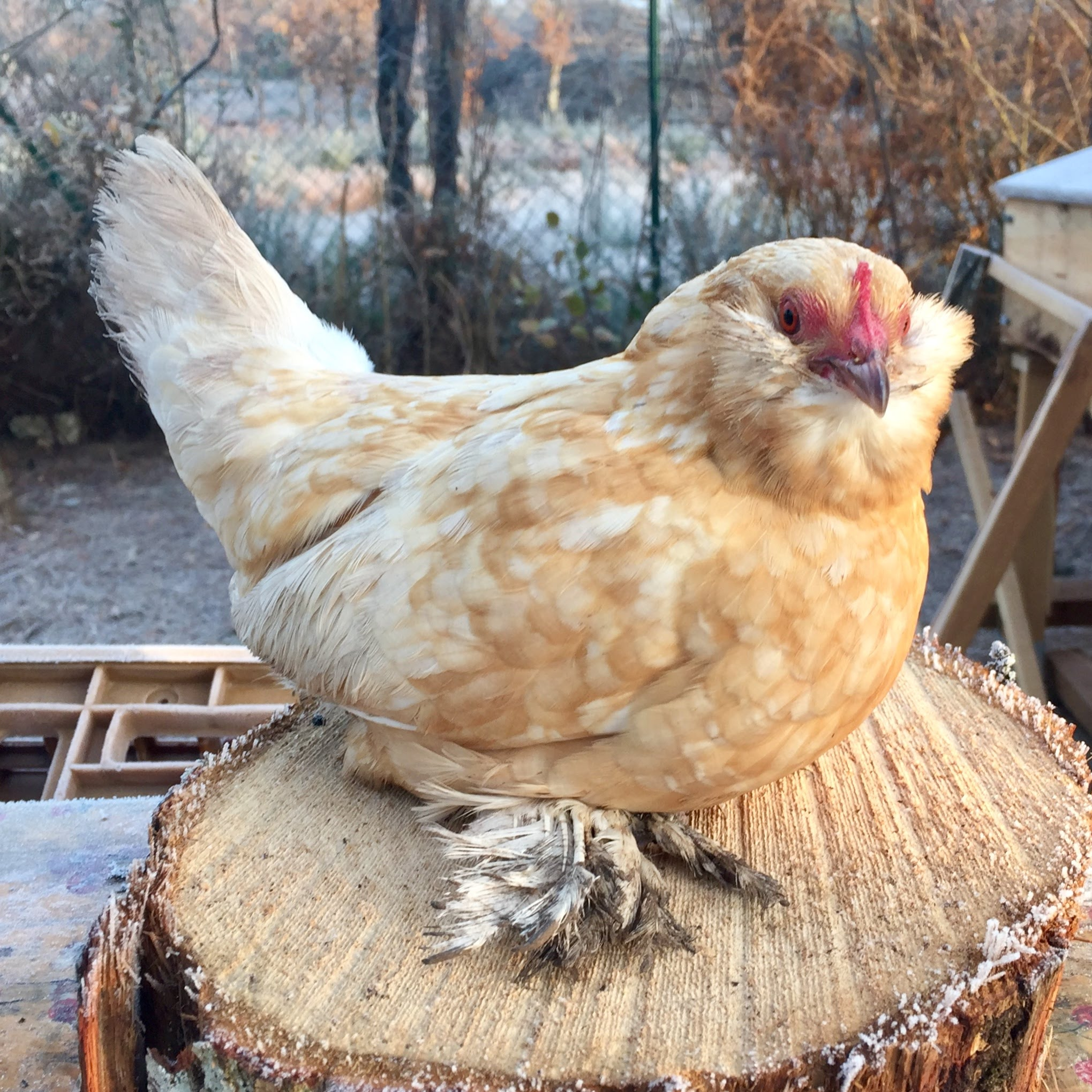
Poule barbue d'Uccle.

Comme son cousin le barbu d'Anvers, le barbu d'Uccle a une forme bien caractéristique: il doit être bas court large et asymétrique. 
Il possède une forte barbe trilobée, une crête simple et des tarses fortement emplumés dits « bottes de vautour » qui lui donnent une démarche particulière. En effet, comme la sabelpoot, la sultane et la cochin, la barbue d’Uccle a le côté extérieur et le devant des tarses couverts de plumes, ainsi que les doigts médians et extérieurs. C'est un caractère dominant qu'on retrouve donc systématiquement dans la descendance.
Selon le standard américain, le coq doit peser 750 g et la poule 570 g. En Angleterre, le standard est de 790–910 g pour le coq et 680–790 g pour la poule avec des variations tenant compte de l'âge.
La poule pond environ 140 à 150 œufs blancs ou crème d'environ 30 à 40 grammes par an. Ce sont de bonnes couveuses et de très bonnes mères. Les coqs comme les poules sont généralement matures vers 6 mois.
La barbue d'Uccle s'adapte très bien à un espace limité en raison de son caractère très calme et convivial. C'est une race très affectueuse et familière, facile de contact. La barbue d'Uccle peut vivre librement dans un jardin d'ornement en faisant peu ou pas de dégâts. Un surnom bien connu de la barbue d'Uccle est « la fleur vivante des jardins ».
La race est assez résistante; mais, en raison de ses tarses emplumés, mieux vaut l'élever à l'abri de la pluie et de la boue avec si possible un tapis de sable au sol pour limiter l'humidité au niveau des pattes.
Pour optimiser le taux de fécondité des œufs, certains coupent les manchettes et l'emplumage des pattes des coqs pour qu'ils puissent plus facilement cocher les poules.

### Coloris
La couleur la plus typique est sans aucun doute la mille fleur.
L'American Poultry Association a défini sept variétés de barbu d'Uccle : 
- Black (1996),
- Golden Neck (1996),
- Mille Fleur (1914),
- Mottled (1996),
- Porcelain (1965),
- Self Blue (1996),
- et White (1981)[3].

En France, en 2017, les variétés suivantes sont reconnues : blanc, bleu, bleu liseré, fauve, gris perle, noir, rouge, coucou, saumon argenté, saumon doré, caille, caille bleu, caille argenté, caille bleu argenté, mille fleurs, porcelaine isabelle, noir caillouté blanc, bleu caillouté blanc, gris perle caillouté blanc, porcelaine blanc doré, blanc herminé noir, fauve herminé noir, fauve herminé bleu, blanc herminé bleu, fauve à queue noire [réf. nécessaire].